# Rody Aragón
Rodolfo Aragón Sac, conocido como Rody Aragón (La Habana, 16 de diciembre de 1958) es un payaso, humorista y presentador de TV español. Es miembro de la Familia Aragón, una popular saga de payasos y artistas circenses española, cuyos orígenes se remontan al siglo XIX.

## Biografía
Hijo menor del payaso Fofó, sobrino de Miliki y Gaby y hermano de Fofito, debutó ante una cámara en 1968, con apenas 10 años, en un programa de la televisión venezolana, acompañando a su familia.
Cuando el clan familiar al completo se traslada a España, Rody Aragón se instala en Madrid y durante años es testigo de primera mano del éxito del programa Los Payasos de la Tele.
La salida del grupo de su primo hermano Emilio Aragón en 1981, le da la oportunidad de integrarse en la que sería la última etapa de El gran circo de TVE, que se llamó El loco mundo de los payasos (1982). Rody adopta la imagen de su abuelo Emig (que integraba el trío Pompoff, Thedy y Emig): disfraz de negrito caribeño con betún en la cara y grandes y exagerados labios de color rojo.
Entre el 1994 y 2003 estuvo casado con la productora Patricia Santamarina, con quien tuvo una hija, Arianna, y más tarde con una Granadina llamada Beatriz Castro Alguacil tuvo a su hijo pequeño Alfonso Aragón Castro (2007).

## Fofito y Rody
A la finalización del programa continúa de gira con su tío Gaby y su hermano Fofito con el espectáculo El fabuloso mundo del circo (1985). Más adelante Gaby se separa profesionalmente y se forma el dúo Fofito y Rody, en el que éste, ya con la cara lavada, asume el papel de Clown que desempeñara Gaby en Los payasos.
Tras grabar los discos El quid de la cuestión (1988) y Mamma mía (1991), regresan a televisión primero en TVE con el programa Caliente (1991) junto a Ana Obregón y más adelante Tras 3 tris, espacio infantil de Antena 3.

## Trayectoria en solitario

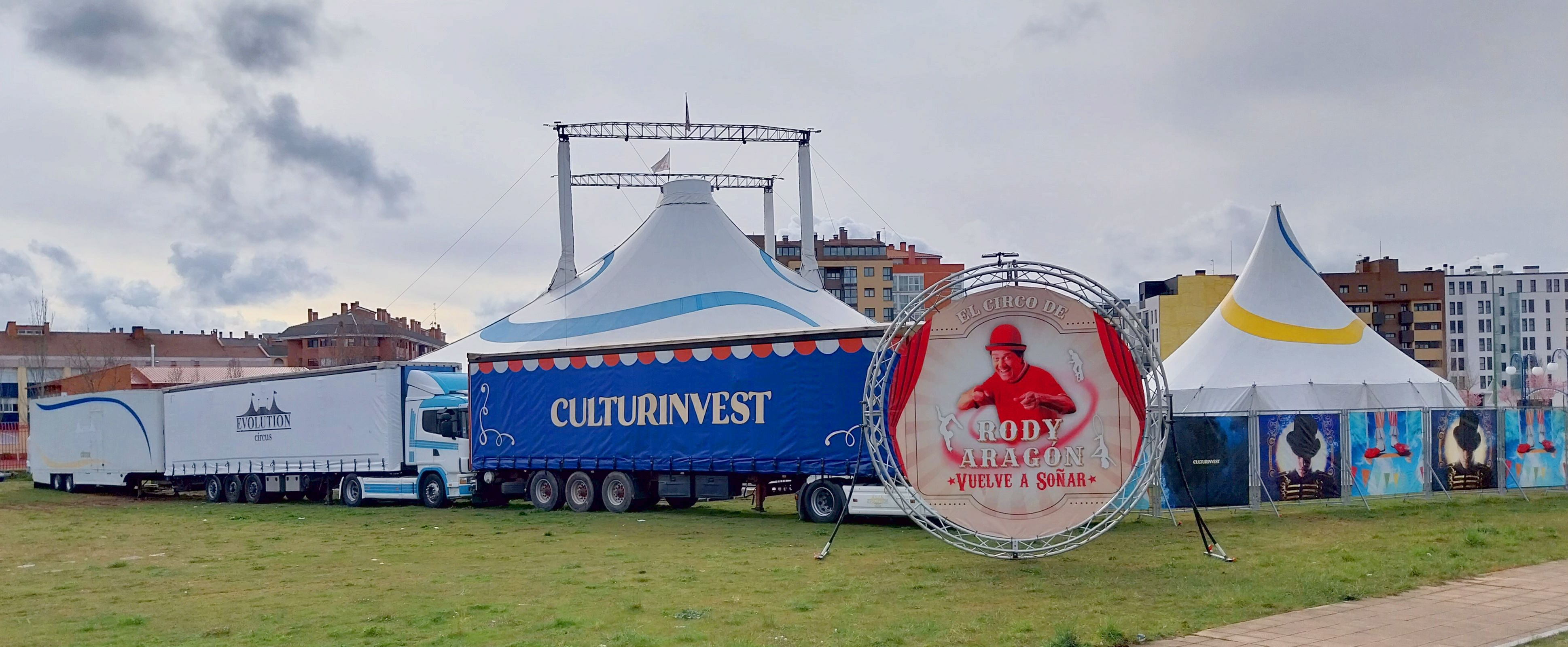
El Circo de Rody Aragón (Burgos, marzo 2024)

A partir de 1995, Rody inició su trayectoria en solitario como presentador de televisión. Presentó Sorpresa ¡Sorpresa! (1996-1998), junto a Isabel Gemio en Antena 3, Esto me suena (1999), Números rojos (2000-2001) en Canal Sur. También participó como concursante en el reality show Gran hermano VIP: El desafío (2004).
En 2004 y 2005 volvió a trabajar en el mundo del circo. En la noche del 1 de febrero de 2009, el mismo día que un tornado azotó Málaga, su circo se encontraba en el municipio malagueño de Estepona (a 89 kilómetros de la capital) y sufrió la embestida del fuerte viento, con la consecuencia de que tuvo que ser desalojado. El temporal derribó la carpa y provocó cinco heridos leves.
En 2013 dio el salto a los escenarios, con el musical ¿Cómo están ustedes?. El musical, que protagoniza con su hermano y su sobrina Mónica Aragón en el Teatro Nuevo Apolo de Madrid.

## Televisión
| Año         | Título                               | Canal                                        | Notas                                                                    |
| ----------- | ------------------------------------ | -------------------------------------------- | ------------------------------------------------------------------------ |
| 1968        | El show de las cinco                 | Canal 2 de Puerto Rico, Canal 8 de Venezuela |                                                                          |
| 1973        | Las aventuras de Gaby, Fofó y Miliki | TVE                                          | Aparición en la aventura "Los fotógrafos". Programa: 26 de julio de 1973 |
| 1982 - 1983 | El loco mundo de los payasos         | TVE                                          | Protagonista junto A su hermano y sus tíos                               |
| 1982        | Tompy, el conejito de trapo          | TVE                                          | Protagonista junto A su hermano y sus tíos                               |
| 1984        | Un, dos, tres... responda otra vez   | TVE-1                                        | Programa: "Navidad 1984"                                                 |
| 1985        | Un, dos, tres... responda otra vez   | TVE-1                                        | Programa: "Navidad 1985"                                                 |
| 1986        | Plató vacío                          | TVE-1                                        | Programa: 9 de septiembre de 1986                                        |
| 1986        | La bola de cristal                   | TVE-1                                        | Programa: 18 de octubre de 1986                                          |
| 1989        | 3×4                                  | TVE-1                                        | Programa: 26 de diciembre de 1989                                        |
| 1991        | Caliente                             | TVE-1                                        |                                                                          |
| 1993 - 1995 | Tras 3 tris                          | Antena 3                                     |                                                                          |
| 1995        | Un paseo por el tiempo               | TVE-1                                        | Mensaje junto a Fofito                                                   |
| 1996        | Pasa la vida                         | TVE-1                                        | Invitado junto a Fofito                                                  |
| 1996 - 1998 | Sorpresa ¡Sorpresa!                  | Antena 3                                     |                                                                          |
| 1999        | Cine de barrio                       | TVE-1                                        | Programa: 4 de diciembre de 1999                                         |
| 1999        | Esto me suena                        | Antena 3                                     |                                                                          |
| 2000 - 2001 | Números rojos                        | Canal Sur                                    |                                                                          |
| 2001        | Grand Prix del verano                | TVE-1                                        | Padrino de Belmonte                                                      |
| 2004        | Gran hermano VIP: El desafío         | Telecinco                                    | 3.º finalista                                                            |

## Discografía
- El loco mundo de los payasos (1982)
- El loco mundo de los payasos / De cachibú de cachivaca (1982) (sencillo)
- Superpeques (1983)
- La historia de los payasos (1983)
- Los payasos de la tele (1986) (EP)
- Pitrinqui pitranca / Tírame la pelota  (1986) (sencillo)
- El quid de la cuestión (1988)
- ¡¡Mamma mía!! / Tras 3 tris (1991)
- Mamma mía (1991) (sencillo)

## Espectáculos
- El fabuloso mundo del circo (1985)
- Había una vez...  (2009-2010)
- Clásicos (2011-2012)
- Había una vez...Tú sí que vales (2012)
- Rody Aragón: Inolvidable y mágico (2012-2013)
- ¿Cómo están ustedes? El musical (2013)
- Los Payasos de la tele, El Musical. (Una aventura encantada) (2013)
- Los Payasos de la Tele, El Musical. La gran aventura (2014)